# Suzanne Toase
Suzanne Toase (auch Suzie Toase; * 1979 in Lancashire, England) ist eine britische Film-, Fernseh- und Theaterschauspielerin. 

## Leben
Suzanne Toase begann ihre Schauspielerlaufbahn beim Theater. Sie hatte Engagements am Royal Opera House, am Royal National Theatre, am Bristol Old Vic, am Stephen Joseph Theatre, am West Yorkshire Playhouse und am Donmar Warehouse.
Ihr Fernsehdebüt gab sie 2008 mit einer Gastrolle in der britischen Sitcom The IT Crowd. Eine weitere Fernsehrolle war die der Miriam in der Serie Hotel Babylon (2009) des britischen Senders BBC One. Zwischen 2009 und 2011 trat sie in den letzten drei Harry-Potter-Filmen in der Rolle der Alecto Carrow, einer Todesserin Lord Voldemorts, auf. 

## Filmografie (Auswahl)
- 2008: The IT Crowd (Fernsehserie, Folge 3x05 Das soziale Netzwerk)
- 2009: Hotel Babylon (Fernsehserie, 2 Folgen)
- 2009: Harry Potter und der Halbblutprinz (Harry Potter and the Half-Blood Prince)
- 2010: Harry Potter und die Heiligtümer des Todes – Teil 1 (Harry Potter and the Deathly Hallows – Part 1)
- 2011: Harry Potter und die Heiligtümer des Todes – Teil 2 (Harry Potter and the Deathly Hallows – Part 2)
- 2020: Emma
- 2020: Strike (Fernsehserie, Folge 3x01)